# Jan van Foreest (1540-1580)
Jan van Foreest (Alkmaar, 17 oktober 1540 – Antwerpen, 25 mei 1580) was onder meer schout en schepen van Alkmaar, (tweede) secretaris van de Gecommitteerde Raden van Holland in het Noorderkwartier en afgevaardigde naar de  Staten-Generaal.
Jan van Foreest wordt geboren als zoon van Jorden van Foreest (1494-1559) en Margriet, dochter van Nanning Beyers. Op 28 april 1563 trouwde hij te Alkmaar met Johanna Bollen (ca. 1540–1582). Zij krijgen een dochter, Hillegond van Foreest (Alkmaar, 1574, Amsterdam +/- 1645) .
Jan van Foreest kreeg een katholieke opvoeding aan de Alkmaarse Latijnse school. Omstreeks 1558 begint hij zijn studie aan de Katholieke Universiteit Leuven, en hij promoveerde aldaar als medicus. Dat vak heeft hij nooit uitgeoefend, want hij koos uiteindelijk om in zijn vaders voetsporen te treden als bestuurder van de stad Alkmaar en het gewest Holland.
Samen met zijn broers Dirk en  Nanning speelde Jan van Foreest een vooraanstaande rol in de Nederlandse Opstand. In het jaar van de eerste beeldenstorm, 1566, dienden deze gebroeders Van Foreest, tezamen met tien andere vooraanstaande Alkmaarders, een rekest in bij de magistraat Hendrik van Brederode met het verzoek om de Minderbroederskerk in Alkmaar te bestemmen voor het gereformeerd protestantisme. Kort daarna zocht hij, net als zijn broers, zijn toevlucht in Oost-Friesland en steunde de oprichting van de Nederduits Gereformeerde Kerk te Emden.
Voor de Geuzenopstand zal Jan van Foreest zijn teruggekeerd naar Alkmaar, want reeds op 3 mei 1572 besloot de Alkmaarse vroedschap dat Jans huis aan de Mient moest worden opgeknapt. Als schout was hij lid van de beruchte vierschaar op het Huis te Schagen. Op 25 maart 1578 werd hij namens Alkmaar afgevaardigd naar de  Staten-Generaal. Hij overleed 25 mei 1580 op dagvaart te Antwerpen.